# Distretto di Azra
Il distretto di Azra è un distretto dell'Afghanistan appartenente alla provincia di Lowgar. Viene stimata una popolazione di 20.760 abitanti.